# Eupterella frigida
Eupterella frigida är en insektsart som beskrevs av Delong och Ruppel 1950. Eupterella frigida ingår i släktet Eupterella och familjen dvärgstritar. Inga underarter finns listade i Catalogue of Life.